# Анако – Морон – Баркісімето (газотранспортний коридор)
Газотранспортний коридор Анако – Морон – Баркісімето – трубопроводи, що пов`язують газопереробні комплекси в штатах Ансоатегі та Монагас на сході Венесуели зі споживачами центрально-північної частини країни. В результаті з`єднання з іншими газогонами ця ланка може стати центральною в об`єднаній газотранспортній системі Венесуели.
Венесуела володіє найбільшими газовими запасами в Південній Америці, з яких біля 80% відносяться до асоційованого газу нафтових родовищ. Основний нафтодобувний район країни в долині Оріноко продукує велику кількість попутного газу, що надходить на переробні комплекси провінцій Ансоатегі (три заводи навколо Анако) та Монагас (два заводи), з`єднані між собою трубопроводами діаметром 900 та 650 мм. Вже у кінці 1990-х років загальна потужність цих комплексів складала 69 млн.м3 на добу і планувалась до збільшення. Після відбору на ГПЗ пропан-бутанової фракції більшість газу повертається на родовища для закачування назад в резервуар, що дозволяє підтримувати пластовий тиск та збільшувати рівень нафтовилучення. Проте 20-25% газу призначається для постачання іншим споживачам.
В районі Анако утворився газотранспортний вузол, де беруть початок численні трубопроводи. Два з них діаметром 400 та 650 мм вели на північ до розташованих на узбережжі індустріального комплексу Jose, нафтопереробних заводів Пуерта-ла-Круз і El Chaure, цементного заводу Pertigalete та дистрибуційних систем міст Пуерта-ла-Круз і Барселона. Ще дві нитки діаметром 500 та 650 мм (доповнювані лупінгом діаметром 900 мм) прямували на південний схід до Puerto Ordaz у штаті Болівар, де знаходяться підприємства чорної та кольорової (алюміній) металургії.
Проте основним маршрутом є північно-західний, що проходить через Altagracia, Arichuna, Los Morros, Морон до Баркісімето. На першій ділянці до Altagracia прокладено чотири нитки – дві діаметром по 650 мм та по одній 750 і 900 мм. На останній ділянці між Морон та  Баркісімето станом на 1998 рік було прокладено дві нитки 250 та 400 мм. Від Arichuna починається відгалуження на північ до столиці країни Каракасу. Основними споживачами при цьому є:
- теплоелектростанції навколо Каракасу і дистрибуційна мережа столиці;
- нафтопереробний завод El Palito біля Морон, розташований в тому ж районі нафтохімічний комплекс та теплоелектростанція Planta Centro;
- підприємства Баркісімето.
Окрім попутного до системи також надходить певна кількість неасоційованого газу, видобутого на газовому родовищі Копа-Макоя у штаті Гуаріко, для постачання продукції якого проклали перемичку, що приєдналась до основного газотранспортного коридору на першій ділянці між Анако та Altagracia.
Загальна довжина описаної вище системи в кінці 1990-х років досягла 3500 км (у однонитковому виконанні, дистанція від Анако до Баркісімето становить 1488 км). В 2013 ввели в експлуатацію першу частину нової нитки від Морон до Баркісімето. Споруджена ділянка мала довжину 55 км та діаметр 500 мм. Всього ж довжина цього маршруту повинна становити 150 км (перші дві нитки Морон – Баркісімето мають по 136 км).
На початку 21 століття на основі коридору Анако – Морон планувалось створення інтегрованої газотранспортної системи країни. Зокрема, передбачалось з`єднання із газовою мережею у найстарішому нафтодобувному регіоні Венесуели навколо озера Маракайбо (північний захід країни). Зменшення місцевого виробництва призвело до дефіциту блакитного палива, що серед іншого мало сильний негативний вплив на виробництво електроенергії. Інтеграційний проект анонсувався з початку 2000-х,  проте в підсумку з 2015 року до регіону Маракайбо почала надходити продукція гігантського газового родовища Перла, що зняло гостроту енергетичної проблеми.
В той же час на північно-східному напрямку інтегрована система розвивалась більш успішно завдяки створенню газопроводу General Jose Francisco Bermudez, однією з задач якого є транспортування продукції родовищ Карибського моря (Драгон та інші), що надходитиме на півострів Паріа до газопереробного комплексу CIGMA.